# Ключ 79
Ключ 79 (трад. и упр. 殳) — ключ Канси со значением «оружие»; один из 34, состоящих из четырёх штрихов.
В словаре Канси есть 93 символа (из 49 030), которые можно найти c этим радикалом.

## История
Древняя идеограмма изображала руку с палкой, к которой прикреплен наконечник.
В современном языке иероглиф употребляется в значении «пика (бамбуковая), дреколье».
В качестве ключевого знака иероглиф используется редко.

Вид в Цзиньвэнь
Вид в Цзягувэнь
Вид в Цзянбо
Вид в большой печати Чжуаньшу
Вид в малой печати Чжуаньшу

В словарях находится под номером 79.

## Примеры иероглифов
| Доп. штрихи | Иероглифы            |
| ----------- | -------------------- |
| 0           | 殳                   |
| 3           | 㱼                   |
| 4           | 㱽                   |
| 5           | 段 殶                |
| 6           | 殺 㱾 㱿 殷          |
| 7           | 殺 殺 殻 㲀 殸 殹 𣪘 |
| 8           | 㲁 㲂 㲃 殼 殽       |
| 9           | 㲄 殾 殿 毀 毁 𣪧    |
| 10          | 㲅 毃 毄             |
| 11          | 毅 毆                |
| 12          | 㲆 㲇 㲈 毇 毈       |
| 13          | 㲉                   |
| 14          | 㲊 𣫕                |
| 15          | 毉 𣫛                |
| 19          | 毊                   |